# Сфера (скульптура)

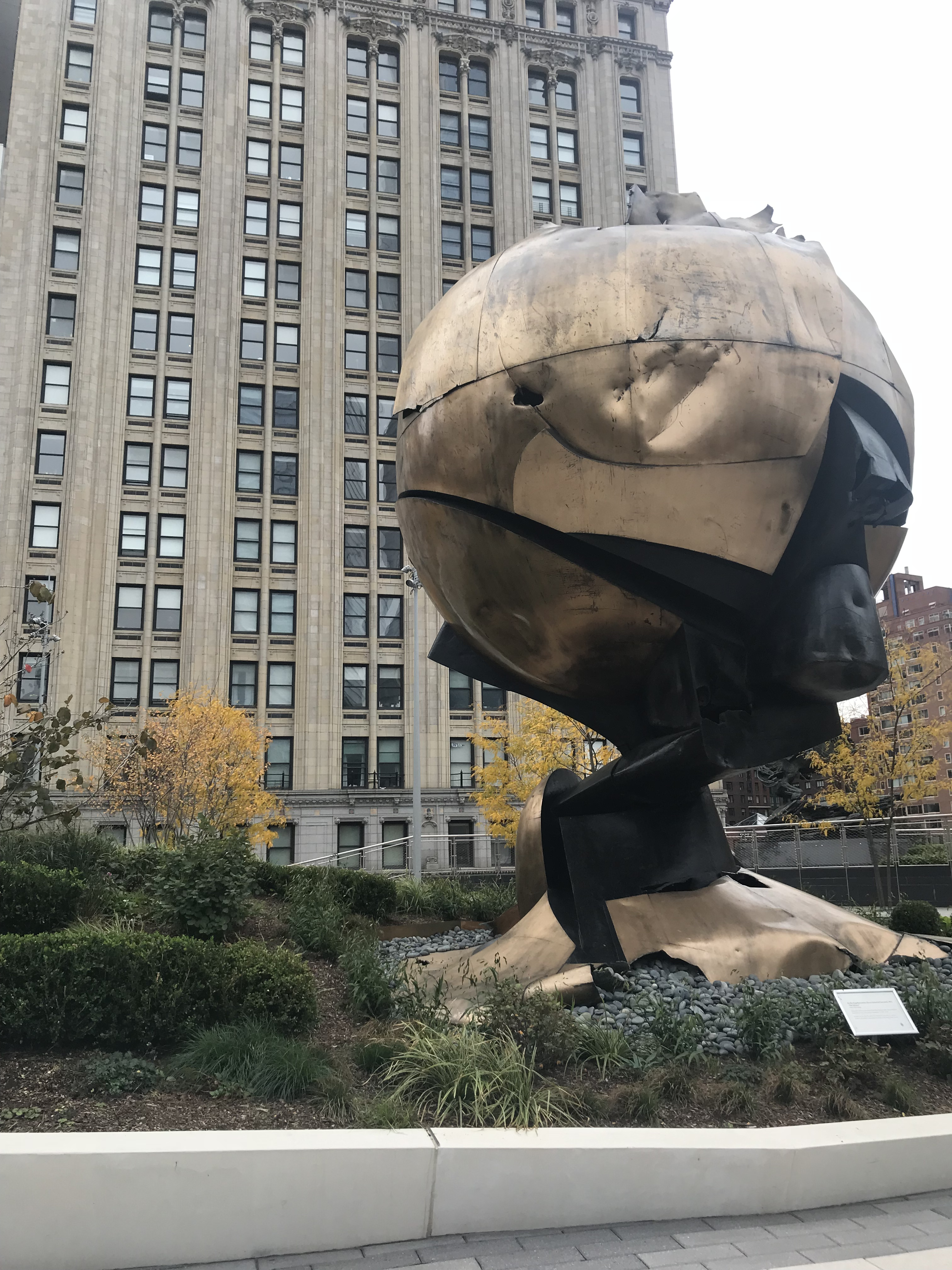

Сфера (офіційно сфера на площі Фонтан ) - це 25-футові (7,6 м) високі, литі бронзові скульптури німецького художника Фріца Кеніга . Вона зараз знаходиться в парку Liberty у Всесвітньому торговому центрі в Нижньому Манхеттені , Нью-Йорк . Спочатку розташована на Остіні Дж. Тобін Плаза, центральна частина пережила колапс башт Всесвітнього торгового центру , що виникла внаслідок 11 вересня 2001 року.
Спочатку розташована в центрі Остіна Дж. Тобіна Плаза під баштами-близнятами, Сфера була відновлена з щебеню, помітно пошкоджена, але в основному недоторканою. Після демонтажу та зберігання біля ангара в міжнародному аеропорту Джона Ф. Кеннеді , скульптура була предметом документального фільму 2001 року " Коеніг Сфера" . 11 березня 2002 року, через шість місяців після нападу, "Сфера" була перенесена на тимчасове місце розташування в " Батуті Парку" , де в неврегульованому стані вона була перепризначена (11 вересня 2002 р.) Вічним полум'ям .
Став основною туристичною визначною пам'яткою , неврегульована скульптура була переназначена 16 серпня 2017 р. Адміністрацією порту на постійному місці в парку Свобода , з видом на меморіал 11 вересня та його оригінальне розташування.

1. ↑  Otterman, Sharon (29 листопада 2017). Battered and Scarred, 'Sphere' Returns to 9/11 Site. New York Times. Архів оригіналу за 6 грудня 2018. Процитовано 12 грудня 2018.
2. ↑  The Sphere, a Symbol of Resilience After 9/11, Is Unveiled at Liberty Park. 6 вересня 2017. Архів оригіналу за 1 жовтня 2017. Процитовано 30 вересня 2017.
3. ↑  Warerkar, Tanay (6 вересня 2017). World Trade Center's iconic 'Sphere' sculpture is now on view at Liberty Park. Curbed NY. Архів оригіналу за 14 грудня 2018. Процитовано 1 жовтня 2017.